# Вогак, Ипполит Константинович
Ипполит Константинович (Карлович) Вогак (30 августа (11 сентября) 1829 — 16 (28) июля 1889) — офицер Российского императорского флота, с 1883 года — контр-адмирал, в 1885—1887 годах — таганрогский градоначальник. С 1887 — младший флагман Балтийского флота.

## Биография
Родился 30 августа (11 сентября) 1829 года в семье Константина Ипполитовича Вогака. Был старшим сыном; после родились: Сергей (10.01.1833—?); Владимир (05.03.1834—?); Пётр (1836—27.10.1888); Николай — известный дипломат.
С 12 марта 1842 года — кадет Морского корпуса; 25 июня 1845 года был произведён в гардемарины, а 14 августа 1847 года — в мичманы. Зачислен в Балтийский флот; 30 марта 1852 года произведён в лейтенанты.
В ходе Крымской войны в 1854—1855 годах в отряде гребной флотилии находился при защите Турку; 10 августа 1854 года участвовал в отражении нападения англо-французского флота. В 1855 году был назначен командиром береговой батареи № 6.
21 мая 1856 года переведён в 1-й финский флотский экипаж, назначен командиром канонерской лодки № 4 в составе учебного отряда флотилии. В 1857 году участвовал в составе северного отряда в съёмке и промерах Балтийского моря. В 1858 году состоял на винтовой лодке «Леший», позже — в Турку при постройке винтового корвета «Калевала».
В 1859—1861 годах командовал винтовыми лодками «Хват» и «Марево». 1 января 1862 года за отличие произведён в капитан-лейтенанты. В том же году назначен командиром парохода «Петербург». В 1863 году награждён орденом Святого Станислава 3-й степени. 19 декабря 1863 года переведен в 8-й флотский экипаж.
В 1864 году командовал пароходом «Нева» и в том же году, 24 ноября, назначен командиром башенной лодки «Лава». В 1866 году награждён орденом Святой Анны 3-й степени, а в 1868 году — орденом Святого Станислава 2-й степени. 1 января 1870 года произведён в капитаны 2-го ранга и в том же году назначен командиром башенной лодки «Русалка», входившей в состав учебно-артиллерийского отряда. В 1871 году пожалован императорской короной к ордену Святого Станислава 2-й степени.
В 1872 году переведён в Черноморский экипаж, награждён прусским орденом Короны 2-й степени. Командуя броненосцем (поповкой) «Новгород», 8 апреля 1873 года произведён в капитаны 1-го ранга. В том же году награждён орденом Святой Анны 2-й степени и орденом Святого Владимира 4-й степени с бантом за выслугу 25 лет в офицерских чинах.
В 1874 году переведён обратно в Балтийский флот, на корвете «Гридень» заведовал работами по подъёму затонувшего коммерческого парохода в районе Красной горки, после чего переведён на фрегат «Адмирал Спиридов» с назначением флаг-капитаном в походном штабе генерал-адъютанта А. А. Попова.
В том же 1874 году назначен командиром броненосного корабля «Пётр Великий». В 1875 году награждён шведским орденом Святого Олафа 2-й степени, а в 1876 году — орденом Святого Владимира 3-й степени. В 1879 году пожалован подарком по чину с вензелевым изображением имени императора.
В 1880 году назначен командиром новой императорской яхты «Ливадия», на которой совершил переход с Балтийского в Чёрное море, зачислен в 1-й Черноморский экипаж. В следующем году вновь переведён в Балтийский флот. 21 февраля 1883 года произведён в контр-адмиралы с назначением исправляющим должность начальника штаба главного командира Кронштадтского порта.
В 1884 году назначен младшим флагманом Черноморского флота, а 25 февраля 1885 года — таганрогским градоначальником, с зачислением по флоту. 30 августа 1887 года награждён орденом Святого Станислава 1-й степени. 1 января 1888 года, в связи с упразднением Таганрогского градоначальства (19 мая 1887 года Таганрог был включён в состав Донской области), оставлен за штатом, а 15 февраля того же года назначен младшим флагманом Балтийского флота.
Скончался 16 (28) июля 1889 года, по некоторым данным в Гапсале, после чего его тело было доставлено в Санкт-Петербург на шхуне «Компас». Похоронен в Санкт-Петербурге на Смоленском лютеранском кладбище.

« …Это был человек в высшей степени простой, добрый и обходительный; избегал всяких почестей, которые ему наперерыв оказывались в виду важности его административнаго положения при усиленной охране, не требовал себе от служащих и учащихся поклонов и вообще тогда только являлся градоправителем с чрезвычайною властью, когда находился на посту; тяжелые штрафы также прекратились. Громадную фигуру с добрым и спокойным лицом И. К. Вогака можно было встретить повсюду в городе, так как он всегда ходил пешком. Но недолго Таганрог находился под управлением этого симпатичнаго начальника; как известно, в 1887 году 19 мая состоялось присоединение Таганрога в административном отношении к Донской области».— П. П. Филевский «История Таганрога»

## Семья
Ипполит Константинович Вогак был женат дважды. Первая жена — Мария Самойловна, урождённая баронесса Хедвига Иоганна Мария фон Троиль (1.02.1836—2.05.1865). Вторая жена — Екатерина Петровна, урождённая Мещеринова.
Дети:
- Константин (3.08.1859—10.08.1923) — генерал от кавалерии
- Андрей (28.04.1861—31.05.1911) — генерал-лейтенант флота, член военно-морского судебного ведомства
- Евгения (5.10.1863—6.02.1927) — вышла замуж за полковника Роберта-Вильяма Вестмана
- Елизавета (от второго брака; 1890—?) — вышла замуж[4] за мичмана Балтийского флота Алексея Дмитриевича Шеина (1886—?)